# Chromophobia (album)
Cet article concerne l'album de Gui Boratto. Pour les articles homonymes, voir Chromophobia.
Albums de Gui Boratto
Take My Breath Away
(2009)
Chromophobia est le premier album de Gui Boratto, sorti en février 2007 sur le label allemand Kompakt.

## Liste des morceaux
Tous les morceaux sont écrits par Gui Boratto, sauf le morceau Beautiful Life qui est écrit par Gui Boratto et Luciana Villanova.
| No  | Titre          | Durée |
| --- | -------------- | ----- |
| 1.  | Scene 1        | 3:55  |
| 2.  | Mr. Decay      | 6:58  |
| 3.  | Terminal       | 5:56  |
| 4.  | Gate 7         | 6:40  |
| 5.  | Shebang        | 7:27  |
| 6.  | Chromophobia   | 7:11  |
| 7.  | The Blessing   | 5:39  |
| 8.  | Malá Strana    | 2:30  |
| 9.  | Acróstico      | 4:25  |
| 10. | Xilo           | 3:54  |
| 11. | Beautiful Life | 8:30  |
| 12. | Hera           | 3:58  |
| 13. | The Verdict    | 3:36  |

Notes :
- Malá Strana est le nom d'un quartier de Prague, en République tchèque.
- Le morceau Beautiful Life contient du chant par Luciana Villanova, la femme de Gui Boratto.

## Distinctions
Il a été nommé 43e meilleur album des années 2000 par Resident Advisor, un magazine en ligne spécialisé dans la musique électronique.